# Epitolina dubia
Epitolina dubia är en fjärilsart som beskrevs av Kirby 1890. Epitolina dubia ingår i släktet Epitolina och familjen juvelvingar. Inga underarter finns listade i Catalogue of Life.